# Nyżnij Naholczyk
Nyżnij Naholczyk (ukr. Нижній Нагольчик) – osiedle typu miejskiego na Ukrainie, w obwodzie ługańskim, w faktycznie niefunkcjonującym rejonie roweńkowskim, od 2014 pod kontrolą marionetkowej, uzależnionej od Rosji Ługańskiej Republiki Ludowej. W 2001 liczyło 1759 mieszkańców, spośród których 1509 wskazało jako ojczysty język ukraiński, 249 rosyjski, a 1 białoruski.